# Теофан Мелнишки
Теофан (на гръцки: Θεοφάνης) е православен духовник от XVII век.

## Биография
Теофан е племенник на митрополит Христофор Мелнишки. От декември 1654 година до 1659 година Теофан е митрополит на Мелнишката епархия. По време на управлението си в Мелник в 1657 година Теофан възстановява църквата „Свети Николай“.
През април 1659 година успява да организира свалянето на патриарх Партений IV Константинополски и се възкачва на патриаршеския трон в Цариград. Три дена по-късно обаче Партений IV успява да анулира решението и да си върне престола.